# Euliphyra sjostedti
Euliphyra sjostedti är en fjärilsart som beskrevs av Aurivillius 1895. Euliphyra sjostedti ingår i släktet Euliphyra och familjen juvelvingar. Inga underarter finns listade i Catalogue of Life.